# Världsbidagen

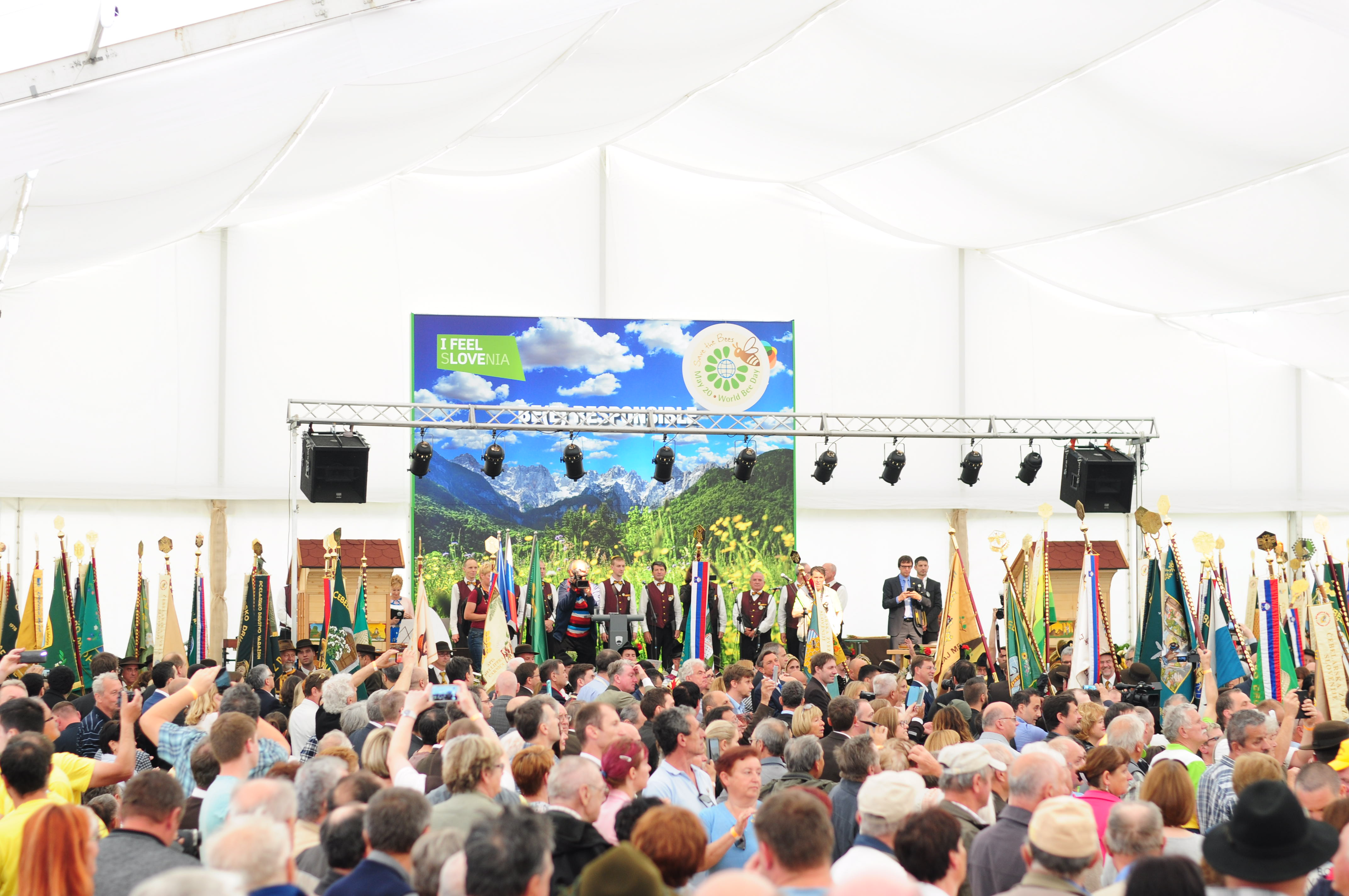
Firande av den första världsbidagen i Breznica i Slovenien 2018.

Världsbidagen är en av Förenta nationernas internationella dagar. Den föreslogs av Slovenien vid en FAO-konferens 2016 med stöd av biodlarnas internationella organisation Apimondia och godkändes av FN:s generalförsamling den 20 december 2017.
Dagen uppmärksammas den 20 maj varje år och firades första gången den 20 maj 2018. På detta datum föddes den slovenska biodlingspionären Anton Janša år 1734.
Bin och fjärilar utrotas i stor omfattning på grund av människan, men de har en viktig roll som pollinatörer och spridare av  
pollen och bidrar till att öka livsmedelssäkerheten i världen. och bevara den biologiska mångfalden.
Målet med temadagen är att öka åtgärderna för att bevara bin och andra pollenspridare samt den biologiska mångfalden. Åtgärderna är även ett steg mot att utrota svält i utvecklingsländerna.